# Bothriogryllacris turris
Bothriogryllacris turris är en insektsart som beskrevs av Rentz, D.C.F. 1983. Bothriogryllacris turris ingår i släktet Bothriogryllacris och familjen Gryllacrididae. Inga underarter finns listade i Catalogue of Life.